# Rio Braço Norte
Rio Braço Norte är ett vattendrag i Brasilien.   Det ligger i delstaten Mato Grosso, i den centrala delen av landet, 1 000 km nordväst om huvudstaden Brasília.
Omgivningen kring Rio Braço Norte är huvudsakligen savann. Området är mycket glesbefolkat, med 3 invånare per kvadratkilometer.